# جون أوغدن
جون أوغدن (بالإنجليزية: John Ogden)‏ هو مصور أسترالي، ولد في 1952.